# 廖飞
廖飞（1970年—），贵州六枝人，苗族，中华人民共和国政治人物、第十二届全国人民代表大会贵州地区代表。
毕业于南京航空航天大学电气技术专业。加入中国共产党。2012年10月当选黔东南州州长。2013年，担任全国人大代表。2015年，出任贵州省科技厅厅长，2023年7月，转任贵州科学院党委副书记、院长。